# Ted Power
Ted Power (bürgerlich Horst Daum, * 26. Januar 1948 in Velbert-Neviges; † 10. September 2010 in Wuppertal-Barmen) war ein deutscher Schlagersänger.
Horst Daum sang in seiner Jugend in einem Kirchenchor und schloss sich einer Beat-Band an. Seinen Künstlernamen Power nahm er an, als er im Auftrag des Airbus-Konzerns ein Lied für den Airbus A300 sang und ein Wort suchte, das sich auf Tower reimte.
In den 1990er Jahren widmete er sich dem Schlager und brachte mehrere Tonträger heraus. Darüber hinaus moderierte er wöchentlich eine eigene Sendung im Lokalsender Radio Wuppertal, zu der er regelmäßig bekannte Schlagergrößen einlud. 2004 feierte er sein 40-jähriges Bühnenjubiläum.
Ted Power engagierte sich mit zahlreichen Benefiz-Konzerten insbesondere in seiner Heimatstadt Wuppertal für soziale Projekte.
Am 10. September 2010 starb er im Alter von 62 Jahren in Wuppertal an einer Krebserkrankung.